# Lycée Diderot (Paris)
Le lycée technique Diderot est situé dans les hauteurs du 19e arrondissement de Paris, le long du boulevard Sérurier au niveau de la porte Brunet.
D'une superficie totale de 22 000 m2, le lycée a une forme de vaisseau ancré sur un banc de béton noir. Il a une capacité de 1 200 élèves.

## Les différentes sections
Ce lycée comporte :
- des classes de lycée (filières S, STI2D, professionnel) ;
- Deux sections de Bac. Pro. (MP3D (Modélisation et prototypage 3D et Microtechniques) ;
- plusieurs classes de CAP horlogerie, et de Brevet des Métiers d'Art (BMA[2], ex-BacPro) horlogerie et DNMADE mention Objet, spécialité horlogerie ;
- des BTS : CPI (conception de produits industriels), électrotechnique, systèmes Numériques (SN-IR et SN-EC, ex- IRIS), CRSA ( conception et réalisation de systèmes automatiques), CIM (conception et industrialisation en microtechniques), et traitement des matériaux .
- une classe préparatoire mathématiques spéciales ATS.

## Classement du lycée
En 2015, le lycée se classe 10e sur 109 au niveau départemental quant à la qualité d'enseignement, et 104e au niveau national. Le classement s'établit sur trois critères : le taux de réussite au bac, la proportion d'élèves de première qui obtient le baccalauréat en ayant fait les deux dernières années de leur scolarité dans l'établissement, et la valeur ajoutée (calculée à partir de l'origine sociale des élèves, de leur âge et de leurs résultats au diplôme national du brevet).

## Histoire

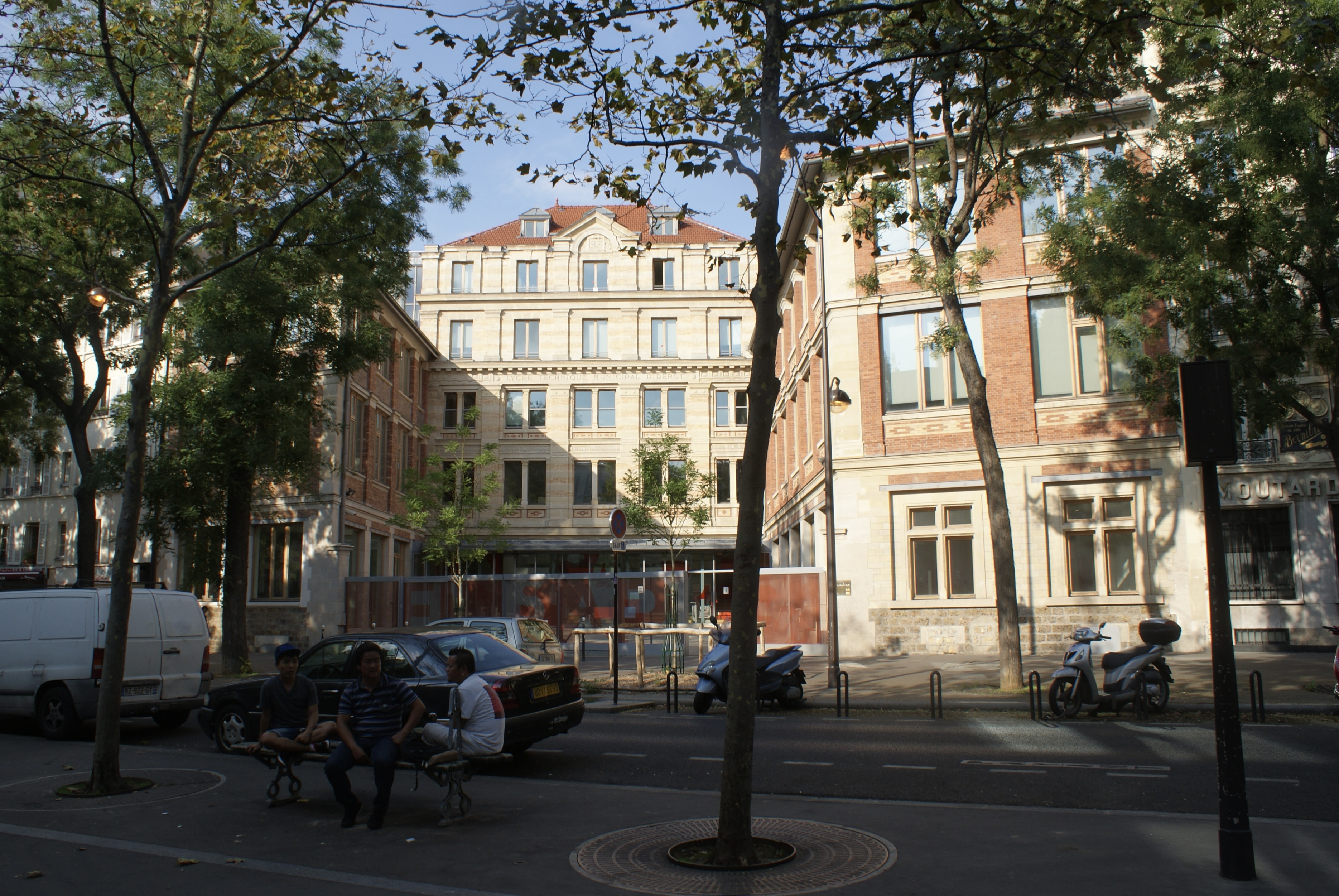
Immeuble d'origine du lycée, au 60 boulevard de la Villette, occupé depuis 2009 par l'école nationale supérieure d'architecture de Paris-Belleville. L'inscription « LYCEE TECHNIQUE MUNICIPAL DIDEROT » est toujours visible.

Le lycée ouvre ses portes le 6 janvier 1873 au 60 boulevard de la Villette. Le lycée formait les élèves à devenir ouvriers.
En 1990, à la suite de l’évolution du lycée, notamment par son augmentation du nombre d’élèves, ses ouvertures de nouvelles filières, etc., la décision de sa reconstruction est prise. Peu de temps avant, en 1988, l’hôpital Hérold déménagea, libérant tout un îlot situé place Rhin-et-Danube. L'établissement actuel s’installa sur la moitié de celui-ci. En mai 1993, débutèrent les travaux avec comme architecte Jean-François Laurent pour une ouverture à la rentrée 1995, à sa nouvelle adresse, au 61 rue David-d'Angers. Les anciens locaux du 60 boulevard de la Villette ont été repris en 2009 par l'école nationale supérieure d'architecture de Paris-Belleville.

## Initiatives pédagogiques et technologiques

### Années 1970
En 1973, dans un objectif novateur d'initiation à l'informatique des élèves et enseignants intéressés, le lycée Diderot, à Paris, a fait partie de l'opération ministérielle dite « Expérience des 58 lycées » : utilisation de logiciels et enseignement du langage de programmation LSE, en club informatique de lycée,, pour 58 établissements de l’enseignement secondaire. À cet effet, dans une première phase, quelques professeurs du lycée, enseignants de diverses disciplines, furent préalablement formés de manière lourde à la programmation informatique. Puis, dans une seconde phase, l'établissement (dans ses anciens locaux du 60 boulevard de la Villette, à Paris) fut doté d'un ensemble informatique en temps partagé comprenant initialement : un mini-ordinateur français Télémécanique T1600 avec disque dur, un lecteur de disquettes 8 pouces, plusieurs terminaux écrans claviers Sintra TTE, un téléimprimeur Teletype ASR-33 (en) et le langage LSE implémenté ; tout ceci ayant permis de mettre en œuvre sur le terrain cette démarche expérimentale, avec du matériel informatique ultra-moderne pour l'époque.